# Systropus exsuccus
Systropus exsuccus är en tvåvingeart som först beskrevs av Seguy 1963.  Systropus exsuccus ingår i släktet Systropus och familjen svävflugor. Inga underarter finns listade i Catalogue of Life.